# Országos Kékkör
Az Országos Kékkör (gyakran egyszerűen csak Kékkör) három önálló túraútvonalat (egyúttal jelvényszerző túramozgalmat) – az Országos Kéktúrát, a Rockenbauer Pál Dél-dunántúli Kéktúrát és az Alföldi Kéktúrát – magába foglaló, egybefüggő túraútvonal Magyarországon. Hossza mintegy 2550 km.
2015-ben az Országos Kéktúrát 231 fő, a Rockenbauer Pál Dél-dunántúli Kéktúrát 112 fő, az Alföldi Kéktúrát 56 fő teljesítette (előbbi kettő esetében ez a valaha volt legnagyobb szám, míg utóbbi esetében 2012 volt az eddigi csúcsév 79 fővel).

## Történelem
2013 és 2015 között az Országos Kékkör egy csaknem 3 milliárd forintos projekt révén – nyolc különböző pályázat keretében, döntő részben az Európai Unió által finanszírozva – újult meg. Digitalizálták a nyomvonalat; új pecséteket és pecsételődobozokat, jelzéseket és információs táblákat helyeztek el; valamint kilátókat, pihenőhelyeket és turistaházakat újítottak fel.

## Részei

### Rockenbauer Pál Dél-dunántúli Kéktúra
A Rockenbauer Pál Dél–dunántúli Kéktúra a Vas vármegyei Írott-kő–től a Tolna vármegyei Szekszárdig, 540,7 kilométer hosszúságú kék sávval jelzett turistaút. A Kaposvár és Szekszárd között már korábban meglévő Dél-dunántúli Kéktúra összekötése az Országos Kéktúrával 1989-ben készült el.

### Alföldi Kéktúra
Az Alföldi Kéktúra az Alföldön áthaladó túraút, hazánk második leghosszabb túraútvonala, amely délen Szekszárdnál a Dél-Dunántúli Kéktúra végpontjához csatlakozik, északkeleten pedig Sátoraljaújhelynél, az Országos Kéktúrához csatlakozva ér véget.

## Kapcsolódó turistautak, túramozgalmak
A Kék-kör útvonalát bejárva több helyi (megyei, tájegységi) túramozgalom is teljesíthető. A legrégebbi külön is túramozgalomként számon tartott túramozgalmak a Veszprém megyei Kéktúra, a Dorogtól-Nógrádig túra, illetve a Bükk-Mátra útjain túramozgalom. Az évek alatt fokozatosan kiépült Alföldi Kéktúra szinte minden szakasza önmagában is teljesíthető.
Külön érdemel említést a Kohász Kéktúra (Kohász út). Az 1970-től teljesíthető túramozgalom 130 km-es útvonala az észak-magyarországi kohászvárosokat köti össze. Salgótarjántól Ózdon át Miskolc-Diósgyőrig vezet. Nyomvonala egy rövid szakasztól (Uppony – Mályinka) eltekintve nem esik egybe a Kék-kör útvonalával. Hasonlóan önálló útja van a Balaton-felvidéki Kéktúrának, amely a badacsonyi hajóállomástól Pétfürdőig húzódik 94 km-en át. Ennél rövidebb, de szintén említést érdemel a Börzsönyi Kéktúra, amely Szobtól Nagybörzsönyön és Kemencén át, Drégely várát érintve Diósjenőig tart. A Gödöllői kék Bag település vasútállomásától a Gödöllői arborétumig (Gödöllő és Isaszeg között található) közel 20 km-en át vezeti a turistát a Gödöllői-dombságban.